# Kotva (Kadaň)
Kotva, též U Kotvy, je historický hostinec v Kadani. V současné době je však ve zchátralém stavu.

## Historie a okolí
V Říční ulici (dříve Kožná) na Nábřeží Maxipsa Fíka v Kadani v podhradí Kadaňského hradu v prostoru pod Špitálskou baštou stojí dnes zchátralá budova hostince Kotva. Naproti Kotvě je krátká alej pojmenovaná po Rudolfu Čechurovi, která vede k molu na řece Ohři. V místech kde se alej nachází, bývalo dříve velké veřejné prostranství, pro které je k roku 1842 doloženo pojmenování Barvířský plácek. V okolí bylo totiž v minulosti hned několik koželužen a barvíren. V sousedství hostince Kotva na opačné straně ulice stávala od doby okolo roku 1900 monumentální secesní koželužna a rukavičkárna (čp. 292, dnes čp. 1660/1661) zbořená v šedesátých letech 20. století.

Dům U Kotvy (čp. 293) byl původně předměstskou krčmou, ve které se scházeli lidé ze Špitálského předměstí, zejména pak rybáři, voraři a ledaři, ale též kupci a formani projíždějící městem. Vorařství je v Kadani doloženo již v roce 1499, kdy český a uherský král Vladislav II. Jagellonský zakázal vorařům plavícím dřevo z Krušných a Doupovských hor po řece Ohři proplouvat skrze Kadaň v době sucha či nízkého stavu vody. Pokud by tak přes zákaz učinili a poškodili při tom jezy, museli by je na vlastní náklady opravit a městu zaplatit pokutu. Nalevo od Kotvy fungoval od osmdesátých let 18. století konkurenční hostinec U Divého muže (čp. 297), dnes již zbořený. Hostinec, který byl počátkem 19. století nazýván U Císaře rakouského a poté až do současnosti Kotva či U kotvy vlastnil počátkem 20. století Emanuel Karsch, velkoprůmyslník a majitel panství Prunéřov-Ahníkov. Také proto tehdy nabízela hospoda prunéřovské pivo. 
V době komunistické diktatury, zejména během takzvané normalizace v sedmdesátých a osmdesátých letech 20. století, byla hospoda U Kotvy centrem místních „mániček“ a undergroundu obecně, podobně jako u kulturního domu Střelnice, jak o tom pojednává i spisovatel Jan Pelc ve svém románu „…a bude hůř“ (1985).

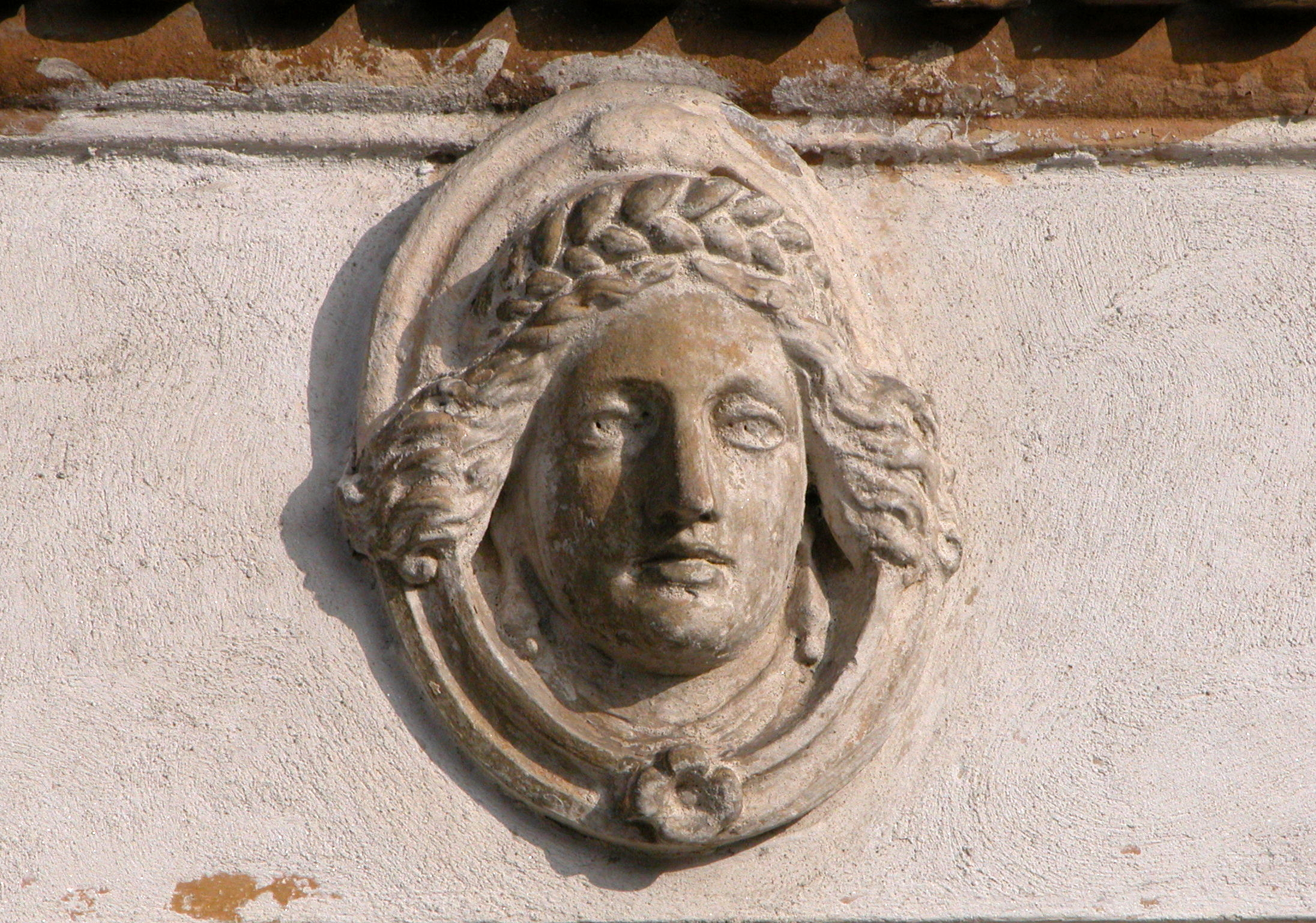
detail na přední straně fasády hostince Kotva

Současný majitel zamýšlí rekonstrukci historické budovy Kotvy a obnovu hostince.

## Mýty a pověsti
V kronikách města Kadaně je psáno o „zázračném lovu“ kadaňského rybáře Michaela Stumpfa, který v místech nedaleko hostince Kotva chytil roku 1599 velkou neznámou rybu. Ta mu měla potrhat všechny sítě a na břeh ji prý dostal jen s pomocí dalších tří rybářů a silného provazu. Podle dnešních měr vážila ryba okolo 250 kilogramů a rybář za ni na trhu obdržel ohromnou sumu více než 35 kop grošů.
Podle pověstí se má také v blízkosti Kotvy zjevovat přízračný zbrojnoš s halapartnou, který děsí v nočních hodinách pozdní chodce. Je to prý poslední strážný z dnes již zbořené Žatecké brány, ze které se do současnosti zachoval jen její monumentální barbakán.